# Giovanni Tebaldini

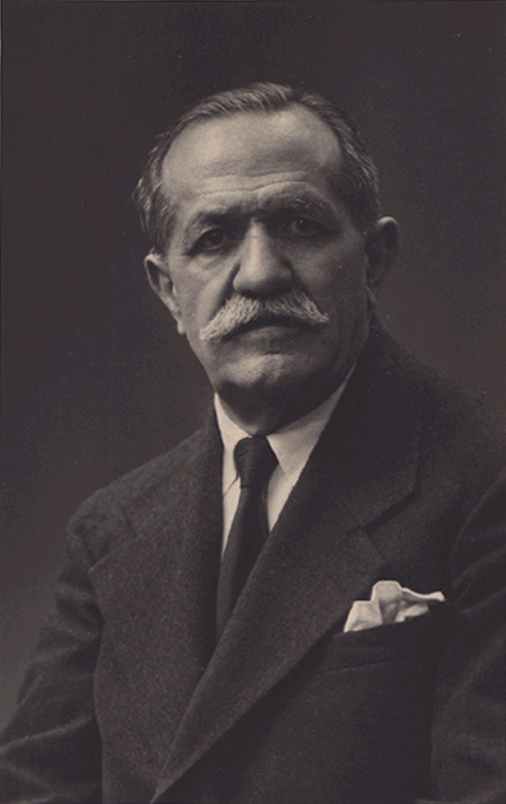
Giovanni Tebaldini

Giovanni Tebaldini (* 7. September 1864 in Brescia; † 11. Mai 1952 in San Benedetto del Tronto) war ein italienischer Komponist, Organist und Musikwissenschaftler.

## Leben
Giovanni Tebaldini wurde durch seinen Cousin, den später seliggesprochenen Pater Giovanni Piamarta in die Musik eingeführt. Ab 1883 studierte er am Konservatorium von Mailand bei Antonio Bazzini, Angelo Panzini und Amilcare Ponchielli. Bei Guerrino Amelli hatte er Unterricht in gregorianischem Gesang und vokaler Polyphonie. Zur gleichen Zeit veröffentlichte er Artikel in verschiedenen Mailänder Zeitschriften, u. a. in Giulio Ricordis Gazzetta Musicale di Milano.
Ab 1885 leitete er die Schola Cantorum in Vaprio d’Adda. Er war dann Organist in Piazza Armerina auf Sizilien und nahm 1887 erneut eine journalistische Tätigkeit in Mailand auf. Ein Stipendium des Wagner-Vereins ermöglichte ihm ein Studium an der Kirchenmusikschule Regensburg bei Franz Xaver Haberl und Michael Haller.
1889 wurde Tebaldini Direktor der Schola Cantorum und Zweiter Kapellmeister der Kathedrale San Marco in Venedig. 1892 gründete er das Magazin La Scuola Veneta di Musica Sacra. Im Jahr 1894 wurde er Kapellmeister an Basilica di Sant’Antonio, wo er das Festival zum 800. Geburtstag des Heiligen organisierte.
Von 1897 bis 1902 leitete er das Konservatorium von Parma. Hier zählten Musiker wie Ildebrando Pizzetti, Vito Frazzi, Bruno Barilli, Giulio Bas und Agide Tedoldi zu seinen Schülern. 1903 wurde er gemeinsam mit Marco Enrico Bossi, Giuseppe Terrabugio, Giuseppe Gallignani und anderen mit der Umsetzung der Reform der italienischen Kirchenmusik gemäß dem Apostolischen Schreiben in Form eines motu proprios Tra le sollecitudini beauftragt.
Zwischen 1917 und 1923 leitete Tebaldini die Concerti Spirituali in Bologna, 1921 wurde er mit der Aufführung der Trilogia Sacra zum 600. Geburtstag von Dante Alighieri in Ravenna beauftragt. Ab 1925 unterrichtete er Esegesi del canto gregoriano e della polifonia palestriniana („Exegese des gregorianischen Gesanges und Polyphonie nach Palestrina“) an Konservatorium San Pietro a Majella in Neapel. 1930–31 leitete er das Ateneo Musicale Claudio Monteverdi in Genua.

## Werk
Tebaldini komponierte fast 150 kirchenmusikalische Werke, außerdem Stücke für Soloinstrumente, Kammermusik und einige Orchesterwerke. Außerdem bearbeitete er Komposition alter italienischer Meister wie Claudio Monteverdi, Giacomo Carissimi, Emilio de’ Cavalieri, Jacopo Peri, Giulio Caccini, Girolamo Frescobaldi, Giovanni Battista Bassani und Giovanni Legrenzi und veröffentlichte sie neu.
Als Musikwissenschaftler publizierte Tebaldini in nahezu allen namhaften italienischen Musikzeitschriften seiner Zeit. Außerdem veröffentlichte er u. a. eine Orgelschule, Monographien über zahlreiche alte und zeitgenössische Komponisten und musikästhetische Schriften.